# دكالة
دُكَّالة (بالأمازيغية: ⵉⴷⵓⴽⴰⵍⵏ) هي اتِّحادٌ قبليٌّ يتألَّف من قبائل عربيَّة وأمازيغية. وتُعدُّ دكالة اسمًا لمجال تاريخي رحب يمتد بين مدينة أزمور شمالاً ومدينة مراكش شرقًا ومدينة أسفي جنوبًا، والمحيط الأطلسي غربًا.
تقع دكالة بين الدار البيضاء شمالا ومراكش شرقا وعبدة جنوبا والمحيط الأطلسي غربا. وتعرف بتربتها الخصبة وتوفرها على غطاء نباتي متنوع ووفرة المياه وكل هذه العوامل ساعدت على إزدهار المنطقة وذلك بتنوع منتجاتها الفلاحية كالقرع والذرة وكذلك المواشي، وتعرف كذلك برواجها الاقتصادي، حيث أنها أصبحت قبلة لكل التجار من المدن الصناعية مثل فاس ومراكش. وكذلك تمتاز بوجود الميناء الكبير المسمى الجرف الأصفر. تعرف دكالة بتنوع الأسواق الأسبوعية على طول الأسبوع منها: إثنين هشتوكة، وثلاثاء سيدي بنور، وأربعاء العونات، وخميس القصبة، وخميس الزمامرة، وجمعة بني هلال، وسبت سايس، وأحد أولاد أفرج.

## أصلُ التَّسمية
يُعتقد أن أصل تسمية "دُكّالة" (Doukkala) يرجع إلى اللغة الأمازيغية، وبالضبط إلى لهجة قبائل مصمودة التي ترجع اليها اصول القبيلة، وهو ما أشار إليه الباحث محمد شفيق. بحيث فسر الاسم على أنه مكوّن من جزئين: "نو" أو "دو" بمعنى "أسفل" أو "تحت"، و"كال" بمعنى "الأرض" أو "التراب". وبذلك يكون معنى "نوكال" أو "دوكال" هو "الأراضي السفلية" أو "الأراضي المنخفضة"، في إشارة محتملة إلى طبيعة المنطقة الجغرافية المنبسطة والمنخفضة مقارنةً بالمناطق المرتفعة المجاورة. مع مرور الزمن، تحوّر النطق إلى "دكالة" بفعل التطور الصوتي والاحتكاك اللغوي بين الأمازيغية والعربية.

## تاريخها وأصولها
ترجع الأصول الأولى للقبائل العربية الكبرى بالمنطقة المغربية الساحلية الوسطى إلى الهجرات العربية الكبرى الأولى للمغرب الأقصى في القرن السادس الهجري، وذلك في عهد دولة الخليفة يعقوب المنصور الموحدي، عندما نقل العرب المهاجرة من الجزيرة العربية من المغربين الأوسط والأدنى إلى دواخل المغرب الأقصى سنة 584 هـ فأنزلهم على الشاكلة التالية:
عرب جشم: أنزلهم بمنطقة تامسنا ودكالة في السهل الفسيح بين سلا ووجدة وآسفي أي ما يسمى آنذاك بالحوز
عرب رياح: أنزلهم ببلاد الهبط في السهل الفسيح بين القصر الكبير وازغار أي ما يسمى أنذاك بالغرب.
وهاته القبائل العربية المهاجرة للمغرب هي من عرب مضر العدنانيين الإسماعيليين في الحجاز بالجزيرة العربية، وتنقسم إلى أربعة قبائل شهيرة وهي:
أ‌-	عرب جشم بن معاوية بن بكر بن هوازن بن منصور بن عكرمة بن خفصة بن قيس عيلان بن مضر بن نزار بن معد بن عدنان.
ب‌-	عرب هلال بن عامر بن صعصعة بن معاوية بن بكر بن هوازن بن منصور
ج- عرب سليم بن منصور بن عكرمة بن خفصة
د- عرب رياح بن ابي ربيعة بن نهيك بن هلال بن عامر بن صعصعة بن معاوية بن بكر بن هوازن بن منصور
ويلاحظ في هذا النسب ان جدهم الأعلى المشترك هو منصور بن عكرمة
وبالنسبة للعرب القيسية فهم أجداد قبائل دكالة وعبدة، وقد كانوا يحملون اسما عربيا واحدا وهو دكالة، والتي لبسوا جلدتها وحلوا محلها وانتسبوا لها وأصبحت لهم، وبعد ما إستوطنت قبائل العرب الدكالية، في السهول المذكورة على ساحل المحيط الأطلسي، وتجذرت أسرهم، وتفرعت قبائلهم، إنقسمت دكالة إلى قسمين كبيرين، دكالة البيضاء، ودكالة الحمراء (وهي قبيلة عبدة)
تتكون دكالة اليوم من ست قبائل تاريخية وهي أولاد فرج، أولاد بوعزيز، أولاد عمران، أولاد عمور، أولاد بوزرارة والعونات وقبيلتين وافدتين لحاجة المخزن الأمنية وهما هشتوكة من قبيلة مصمودة الأمازيغ وعرب الحوزية التي ترجع أصولهم إلى مجموعة قبائل عربية صحراوية نقلها السعديون إلى حوز مراكش فسميت السوسية ثم الحوزية وأخيرا فرقة من عرب الشياظمة انتقلت من موطنها جنوب عبدة واستقرت شمال منطقة دكالة.
-و تنقسم قبائل دكالة إلى قسمين، ويفصل بينهما نهر ام الربيع:
/-القبائل الشرقية أو “الشراڭة” التي تضم قبائل منطقة دكالة الست أولاد فرج وأولاد بوعزيز وأولاد بوزرارة والعونات وأولاد عمور وأولاد عمران، وسميت الشرقية لأنها جاءت من الشرق. وهي:
/-قبيلة اولاد فرج: يرجع أصل القبيلة إلى عرب بني هلال، فهم أبناء فرج بن توبة بن عطاف بن جبر بن عطاف بن عبد الله بن دريد بن أثبج بن أبي ربيعة بن نهيك بن هلال
/- قبيلة اولاد بوعزيز: وينتسبون إلى عرب بني هلال، فهم أبناء عزيز بن محمد بن عبد الله بن علي من بني قرة بن عمرو بن عبد مناف بن هلال، وتدخل فيهم فرقة من عرب الحياينة من بني معقل
/- قبيلة اولاد عمور: وتنتسب إلى عبد الله بن عمرو بن عبد مناف بن هلال
/- قبيلة اولاد بوزرارة: ومن أشهر رؤسائها التاريخيين القائد سي محمد بن العربي الهلالي، والقائد سي ادريس بن عمور، وتنقسم إلى البطون التالية
o بني هلال
o أولاد سيدي بويحيى
o بني عمور
o أولاد حمد
o أولاد الطالب
o أولاد التونسي
o فرناسة
o أولاد جبور
o أولاد مسلم
o أولاد رحال
oأولاد بوساكن
/- قبيلة اولاد عمران: وتقع بجنوب اقليم الجديدة، وقاعدتها مدينة الغربية، وفي هذه القبيلة نشأ الشيخ العلامة أبو شعيب الدكالي في دوار الصديقات بقبيلة الغربية من اولاد عمران، يتيما تحت كفالة عمه العلامة سيدي محمد بن عبد العزيز الصديقي، الذي كان عميد أسرة اولاد الفقيه الصديقي، كان مقصد طلبة العلم من كل قبائل دكالة، ورئيس مدرسة مشهورة بتعليم العلم والقراءات، ونشأه نشأة علمية دينية بحيث لم يترك له فرصة من عمره تضيع، كان يخصص له وقتا لسماع ما حفظه في يومه من القرآن الكريم وقد وهبه الله حافظة قوية تساعده على حفظ نصف حزب في اليوم بسهولة، فما كاد يصل إلى العاشرة من عمره حتى حفظ القرآن بالقراءات السبع وتفرغ لحفظ المتون، ثم العلوم الدينية حتى بلغ ما بلغ من شهرة علمية على مستوى المغرب والعالم الإسلامي.
/- قبيلة العونات: وتقع بشرق اقليم الجديدة، ويرجع أصل اسمها إلى جدها الأول عون.
-و القسم الثاني هي القبائل الدخيلة على دكالة لأسباب سياسية-أمنية، وهي:
/- قبيلة اشتوكة السوسية
/- قبيلة الشياظمة العربية
/- قبيلة الحوزية العربية

## معرض صور

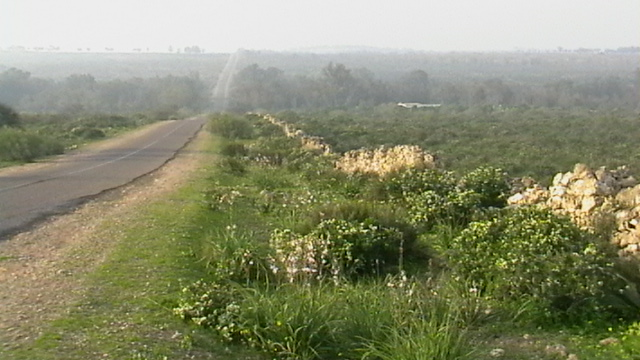
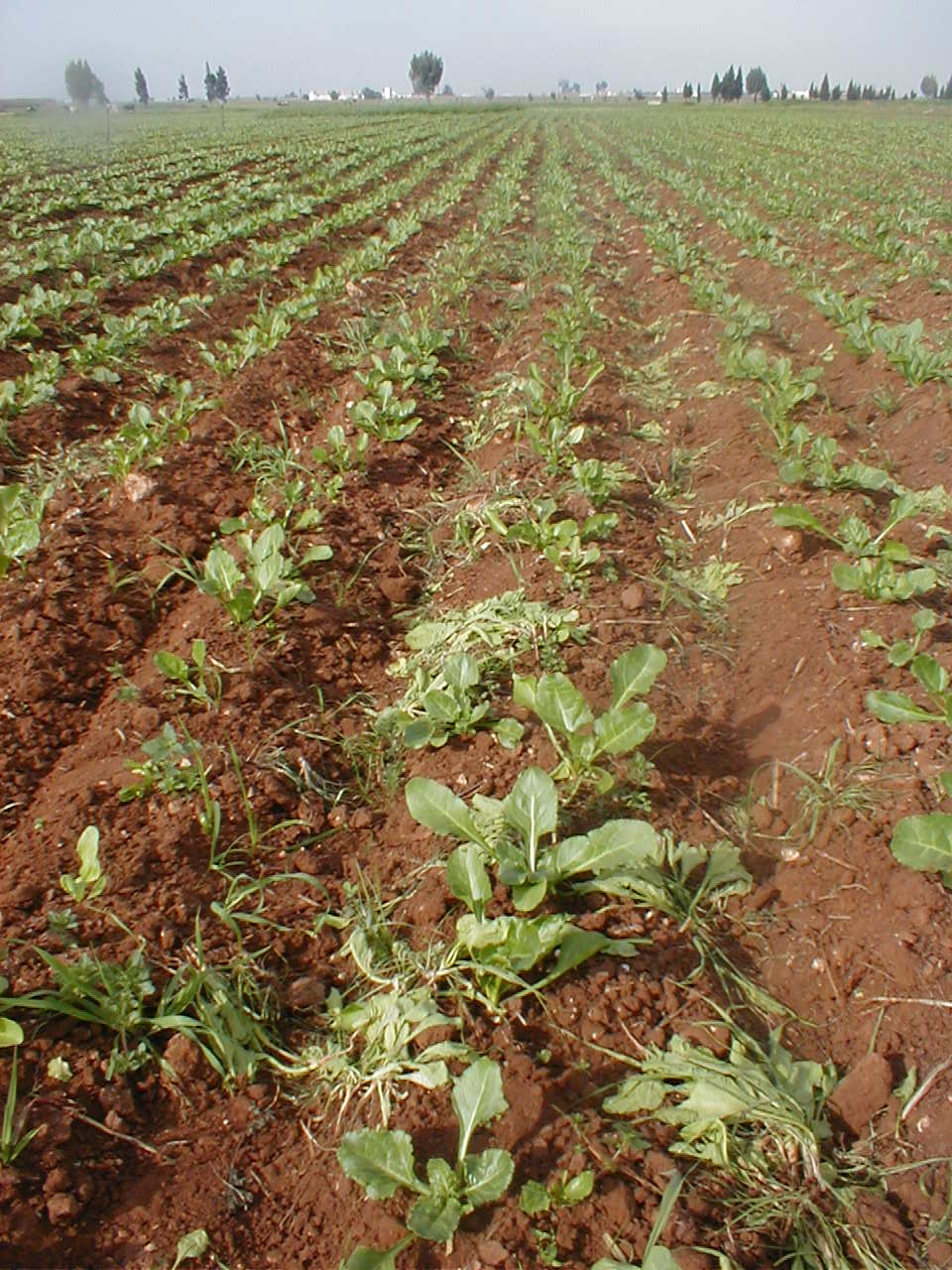
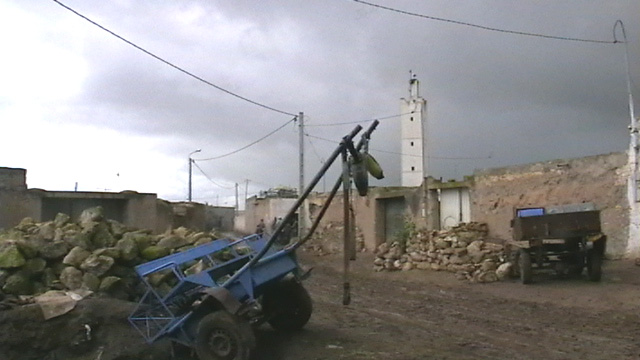
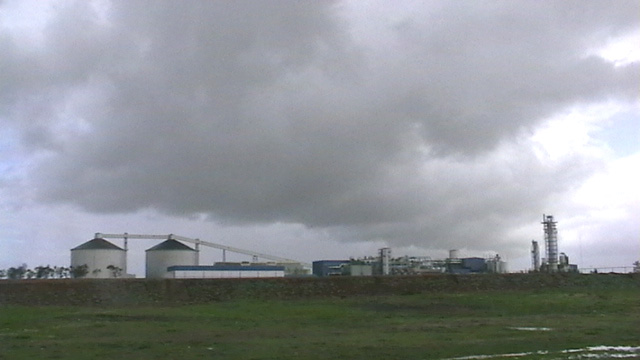